# Gabriella Varga
Gabriella Varga (Budapeste, 7 de abril de 1982) é uma esgrimista húngara de florete, medalhista de ouro no evento individual do campeonato Europeu em 2003 e por equipes em 2007. Varga também competiu nos eventos femininos de florete nos jogos Olímpicos de 2004 e 2008, sediados em Atenas e Pequim, respectivamente.

## Carreira

### Jogos Olímpicos
Varga representou a Hungria por duas edições de Jogos Olímpicos. Em 2004, nos jogos de Atenas, a esgrimista estreou no evento individual derrotando Chan Ying Man de Hong Kong, ela também venceu a russa Svetlana Boyko antes de ser derrotada nas quartas de finais pela italiana Giovanna Trillini. Nos jogos de Pequim, Varga estreou vencendo a venezuelana Mariana González por 15 a 2, mas foi derrotada pela sul-coreana Nam Hyeon-Hui na fase seguinte.
Ainda nos jogos de 2008, Varga integrou a equipe húngara no evento por equipes, eliminando a Alemanha nas quartas de finais, mas sendo derrotada pelos Estados Unidos nas semifinais e, posteriormente, pela Itália na disputa pelo bronze.

### Campeonatos Europeus
Durante os eventos do campeonato europeu de 2003, Varga conquistou a medalha de ouro no evento florete individual, após derrotar a italiana Valentina Vezzali. Quatro anos depois, ela voltou a conquistar um ouro, dessa vez durante o evento por equipes.
Em 2009, Varga conquistou a medalha de bronze no evento individual. Após quatro anos, voltou a conquistar um bronze, dessa vez por equipes.